# Nesiguranță
Nesiguranța este fenomenul sau starea în care ajunge o persoană când își pierde încrederea în sine, ori entitatea care face obiectul credinței acesteia. Nesiguranța se poate manifesta zilnic în viața individului mai ales dacă a avut episoade cu tulburări de anxietate, poate apărea în perioade diferite în care există epidemii , boli sau factori de risc. Dezastrele naturale sunt de asemenea un declanșator al stării de nesiguranță dacă nu există mijloace necesare de intervenție sau adăpostire a persoanelor afectate.
Forme observate ale nesiguranței:
- O formă de nesiguranță o pot experimenta copiii orfani în centrele de plasament inadecvate prin faptul că le lipsește grija unui părinte care să le confere protecție și siguranță.[3]
- În cazul copiilor există un risc cu consecințe neprevăzute prin faptul că sunt mai puțin echipați din punct de vedere intelectual și emoțional să facă față stării de nesiguranță declanșată în mod spontan.
- În familii cu probleme legate de violență domestică, abuzul părinților asupra copiilor, membri familiei resimt puternic acest sentiment.[4]

- În cazul bătrânilor această stare apare când locuiesc singuri sau nu au familie, ceea ce adâncește și mai mult sentimentul de nesiguranță. Mai poate fi observat în diferite forme de accident când persoana afectata are nevoie de ajutor.[5]

Mass-media poate fi de asemenea un mijloc al propagării unei stări de nesiguranță cu privire la evenimentele ce au loc în lume.
- Atentatele teroriste sau alte  atacuri armate ale diferitelor grupări paramilitare și conflictele care au loc în fața civililor sau asupra lor , sunt de asemenea o cauză de a induce brusc starea de nesiguranță pentru oamenii care nu au  mai experimentat astfel de trăiri.[7]
- Schimbările politice din guvernul unei țări atunci când se intervine abuziv asupra justiției sau libertății magistraților , provoacă nesiguranță.[8] [9]